# Playoffs das Conferências Centro-Oeste, Sudeste e Sul da Liga Nacional de Futebol Americano de 2016
Estes são os resultados dos Playoffs das Conferências Centro-Oeste, Sudeste e Sul ou Playoffs Nacionais  da Liga Nacional de Futebol Americano de 2016. Os dois finalistas e o terceiro colocado (time de melhor campanha entre os perdedores nas semifinais) garantem vaga à Superliga Nacional de 2017.

## Chaveamento dos Playoffs
Em itálico, os times que possuem o mando de campo e em negrito os times classificados.
 Promovidos à Superliga Nacional de 2017.
|  | Quartas de final | Quartas de final     | Quartas de final     |               |    | Semifinais    | Semifinais | Semifinais |  |  | Final | Final         | Final |
|  |                  |                      |                      |               |    |               |            |            |  |  |       |               |       |
|  |                  |                      |                      |               |    |               |            |            |  |  |       |               |       |
|  | SE1              | BH Get Eagles        | 14                   |               |    |               |            |            |  |  |       |               |       |
|  | SE2              | Ponte Preta Gorilas  | 06                   |               |    |               |            |            |  |  |       |               |       |
|  | SE2              | Ponte Preta Gorilas  | 06                   |               |    | BH Get Eagles | 14         |            |  |  |       |               |       |
|  |                  |                      |                      |               |    | BH Get Eagles | 14         |            |  |  |       |               |       |
|  |                  |                      | Santa Maria Soldiers | 12            |    |               |            |            |  |  |       |               |       |
|  | SU1              | Redlions Football    | Santa Maria Soldiers | 12            | 07 |               |            |            |  |  |       |               |       |
|  | SU1              | Redlions Football    |                      |               | 07 |               |            |            |  |  |       |               |       |
|  | SU2              | Santa Maria Soldiers | 20                   |               |    |               |            |            |  |  |       |               |       |
|  |                  |                      |                      |               |    |               |            |            |  |  |       | BH Get Eagles | 39    |
|  |                  |                      |                      | Sinop Coyotes | 07 |               |            |            |  |  |       |               |       |
|  | CO1              | Sinop Coyotes        | 17                   |               |    |               |            |            |  |  |       |               |       |
|  | CO3              | Sorriso Hornets      | 00                   |               |    |               |            |            |  |  |       |               |       |
|  | CO3              | Sorriso Hornets      | 00                   |               |    | Sinop Coyotes | 21         |            |  |  |       |               |       |
|  |                  |                      |                      |               |    | Sinop Coyotes | 21         |            |  |  |       |               |       |
|  |                  |                      | Rio Preto Weilers    | 00            |    |               |            |            |  |  |       |               |       |
|  | CO2              | Rondonópolis Hawks   | Rio Preto Weilers    | 00            | 06 |               |            |            |  |  |       |               |       |
|  | CO2              | Rondonópolis Hawks   |                      |               | 06 |               |            |            |  |  |       |               |       |
|  | SE3              | Rio Preto Weilers    | 13                   |               |    |               |            |            |  |  |       |               |       |

## Resultados

### Quartas de final
| 29 de outubro 18:30 UTC -2 | Relatório | BH Get Eagles | 14–06 | Ponte Preta Gorilas |  | SESC Venda Nova, Belo Horizonte-MG |  |

| 29 de outubro 15:00 UTC -2 | Relatório | Redlions Football | 07–20 | Santa Maria Soldiers |  | Caldeirão do Itaum, Joinville-SC |  |

| 29 de outubro 18:00 UTC -3 | Relatório | Sinop Coyotes | 17–00 | Sorriso Hornets |  | Estádio Gigante do Norte, Sinop-MT |  |

| 5 de novembro 18:30 UTC -2 | Relatório | Rondonópolis Hawks | 06–13 | Rio Preto Weilers |  | Estádio Engenheiro Luthero Lopes, Rondonópolis-MT |  |

### Semifinais
| 19 de novembro 17:00 UTC -2 | Relatório | BH Get Eagles | 14–12 | Santa Maria Soldiers |  | Arena do Jacaré, Sete Lagoas-MG |  |

| 26 de novembro 18:00 UTC -3 | Relatório | Sinop Coyotes | 21–00 | Rio Preto Weilers |  | Estádio Gigante do Norte, Sinop-MT |  |

### Final
| 11 de dezembro 16:00 UTC -2 | Relatório | BH Get Eagles | 39–07 | Sinop Coyotes |  | Arena Independência, Belo Horizonte-MG |  |

## Ligação externa
- Classificação no Futebol Americano Brasil